# 木馬座タイム ベーバック
『木馬座タイム ベーパック』（もくばざタイム ベーパック）は、1970年7月13日から1972年3月31日まで東京12チャンネル（現・テレビ東京）で放送されたテレビ番組。本記事タイトルのベー「バ」ックは誤り。

## 概要
木馬座（劇団木馬座）による着ぐるみ人形劇。ケロヨンが主役でない唯一の木馬座番組である。
いたずら好きの主人公・ベーパックが様々ないたずらを仕掛けるが、最後には捕まり、「ベーパックを○○の刑に処す」の声と共に罰を受け、ベーパックの「ドベー」というぼやきで終わるのが毎回のパターンである。稀に罰が無く、いたずらが上手くいって「クルッと回ってベー」の一言で終わるというのもあった。

## 放送時間
| 期間       | 期間       | 放送時間（日本時間）              |
| ---------- | ---------- | --------------------------------- |
| 1970.07.13 | 1970.09.30 | 月曜 - 金曜 17:15 - 17:30（15分） |
| 1970.10.01 | 1971.03.31 | 月曜 - 金曜 17:45 - 18:00（15分） |
| 1971.04.01 | 1971.10.01 | 月曜 - 金曜 18:30 - 18:45（15分） |
| 1971.10.04 | 1972.03.31 | 月曜 - 金曜 18:10 - 18:25（15分） |

| 東京12チャンネル 平日17:15 - 17:30枠           | 東京12チャンネル 平日17:15 - 17:30枠                      | 東京12チャンネル 平日17:15 - 17:30枠                                     |
| 前番組                                         | 番組名                                                    | 次番組                                                                   |
| ---------------------------------------------- | --------------------------------------------------------- | ------------------------------------------------------------------------ |
| まんがカーニバル                               | 木馬座タイム ベーパック （1970年7月13日 - 1970年9月30日） | 鞍馬天狗（再） （17:15 - 17:45） ※15分繰り上げ                           |
| 東京12チャンネル 平日17:45 - 18:00枠           |                                                           |                                                                          |
| 鞍馬天狗（再） （17:30 - 18:00） ※15分繰り上げ | 木馬座タイム ベーパック （1970年10月1日 - 1971年3月31日） | 進めラビット                                                             |
| 東京12チャンネル 平日18:30 - 18:45枠           |                                                           |                                                                          |
| 噂の錦四郎（再） （18:15 - 18:45）             | 木馬座タイム ベーパック （1971年4月1日 - 1971年10月1日）  | まんがキッドボックス （18:25 - 18:40）ロッド・ロケット （18:40 - 18:45） |
| 東京12チャンネル 平日18:10 - 18:25枠           |                                                           |                                                                          |
| 二十面相ジェニー （18:10 - 18:30）             | 木馬座タイム ベーパック （1971年10月4日 - 1972年3月31日） | おそ松くん（再） （18:00 - 18:15）怪盗プライド（再） （18:15 - 18:27）   |